# دورون تافوري
دورون تافوري (بالعبرية: דורון תבורי‏) (و. 1952  م) هو ممثل، ومترجم، وممثل مسرحي إسرائيلي، ولد في حيفا.

## جوائز
حصل على جوائز منها:
- جائزة إسرائيل للمسرح  [لغات أخرى]‏
- جائزة روزنبلوم للفنون المسرحية  [لغات أخرى]‏

## وصلات خارجية
- دورون تافوري على موقع IMDb (الإنجليزية)
- دورون تافوري على موقع ألو سيني (الفرنسية)
- دورون تافوري على موقع أول موفي (الإنجليزية)
- دورون تافوري على موقع قاعدة بيانات الأفلام السويدية (السويدية)
- دورون تافوري على موقع قاعدة بيانات الفيلم (الإنجليزية)
- دورون تافوري على موقع كينوبويسك (الروسية)